# Fußball-Weltmeisterschaft 1962/Ungarn
Dieser Artikel behandelt die ungarische Fußballnationalmannschaft bei der Fußball-Weltmeisterschaft 1962.

## Qualifikation
| Ungarn      | - | DDR         | 2:0 | Albert 12', Göröcs 52'                                                  |
| Niederlande | - | Ungarn      | 0:3 | Fenyvesi 22', Sándor 24', Tichy 36'                                     |
| DDR         | - | Ungarn      | 2:3 | Erler 53', Ducke 87' / Solymosi 43', Sándor 75', Tichy 78'              |
| Ungarn      | - | Niederlande | 3:3 | Göröcs 19', Monostori 21', Tichy 80' / van der Linden 8' 14', Groot 56' |

## Ungarisches Aufgebot
| Nummer / Name | Nummer / Name      | Damaliger Verein     | Geburtstag | Länderspiele |
| Torhüter      | Torhüter           | Torhüter             | Torhüter   | Torhüter     |
| ------------- | ------------------ | -------------------- | ---------- | ------------ |
| 1             | Gyula Grosics      | Tatabányai Bányász   | 04.02.1926 |              |
| 21            | Antal Szentmihályi | Vasas Budapest       | 13.06.1939 |              |
| 22            | István Ilku        | Dorogi Bányász       | 06.03.1933 |              |
| Abwehr        |                    |                      |            |              |
| 2             | Sándor Mátrai      | Ferencváros Budapest | 20.11.1932 |              |
| 3             | Kálmán Mészöly     | Vasas Budapest       | 16.07.1941 |              |
| 4             | László Sárosi      | Vasas Budapest       | 27.02.1932 |              |
| 5             | Ernő Solymosi      | Újpesti Dózsa        | 21.09.1940 |              |
| 12            | Kálmán Sóvári      | Újpesti Dózsa        | 21.12.1940 |              |
| 13            | Kálmán Ihász       | Vasas Budapest       | 06.12.1941 |              |
| Mittelfeld    |                    |                      |            |              |
| 6             | Ferenc Sipos       | MTK Hungária FC      | 13.12.1932 |              |
| 10            | Lajos Tichy        | Honvéd Budapest      | 21.03.1935 |              |
| 14            | István Nagy        | MTK Hungária FC      | 14.04.1939 |              |
| 15            | Iván Menczel       | Salgótarjáni BTC     | 14.12.1941 |              |
| Angriff       |                    |                      |            |              |
| 7             | Károly Sándor      | MTK Hungária FC      | 26.11.1928 |              |
| 8             | János Göröcs       | Újpesti Dózsa        | 08.05.1939 |              |
| 9             | Flórián Albert     | Ferencváros Budapest | 15.09.1941 |              |
| 11            | Máté Fenyvesi      | Ferencváros Budapest | 20.09.1933 |              |
| 16            | János Farkas       | Vasas Budapest       | 27.03.1942 |              |
| 17            | Gyula Rákosi       | Ferencváros Budapest | 09.10.1938 |              |
| 18            | Tivadar Monostori  | Dorogi Bányász       | 24.03.1936 |              |
| 19            | Béla Kuhárszki     | Újpesti Dózsa        | 20.04.1940 |              |
| 20            | László Bodor       | MTK Hungária FC      | 17.08.1933 |              |
| Trainer       |                    |                      |            |              |
|               | Lajos Baróti       |                      | 19.08.1914 |              |

## Spiele der ungarischen Mannschaft

### Erste Runde
- Ungarn –  England 2:1 (1:0)

Stadion: Estadio El Teniente (Rancagua)
Zuschauer: 7.938
Schiedsrichter: Horn (Niederlande)
Tore: 1:0 Tichy (17.), 1:1 Flowers (60.) 11m, 2:1 Albert (61.)
- Ungarn –  Bulgarien 6:1 (4:0)

Stadion: Estadio El Teniente (Rancagua)
Zuschauer: 7.442
Schiedsrichter: Gardeazábal (Spanien)
Tore: 1:0 Albert (1.), 2:0 Albert (6.), 3:0 Tichy (8.), 4:0 Solymosi (12.), 5:0 Albert (53.), 5:1 Sokolow (64.), 6:1 Tichy (70.)
- Ungarn –  Argentinien 0:0

Stadion: Estadio El Teniente (Rancagua)
Zuschauer: 7.945
Schiedsrichter: Yamasaki (Peru)
In der Gruppe 4 überzeugte besonders die junge ungarische Mannschaft, die vor allem gegen England (2:1) und Bulgarien (6:1) brillierte. Die Stars bei den technisch überzeugenden Magyaren waren Torwart Grosics (letzter Spieler aus dem 54er-Team) und der großartige junge Mittelstürmer Flórián Albert. Als Albert gegen Argentinien fehlte, reichte es prompt nur zu einem 0:0. Derweil sicherte sich England mit Mühe den zweiten Platz, wobei das Torverhältnis gegenüber Argentinien entschied. Beim 3:1-Erfolg gegen die „Gauchos“ zeigten die Engländer, bei denen Jimmy Greaves und Bobby Charlton dominierten, ihre beste Leistung.

### Viertelfinale
| 11.690 | Estadio El Teniente (Rancagua) | Tschechoslowakei | Ungarn | Latyschew (Sowjetunion) | 1:0 (1:0) | 1:0 Scherer (13.) |

Eigentlich waren die Ungarn gegen die Tschechoslowakei aufgrund ihrer in der Vorrunde gezeigten Leistungen höher als die Ostblock-Partner eingeschätzt worden. Doch es sollte anders kommen. Ein Kontertor durch Scherer, erzielt während einer Drangphase der Ungarn, entschied die Begegnung. Die Tschechoslowaken hatten mit ihrer Betonabwehr Erfolg, denn die Ungarn fanden kein Durchkommen. Eine schwache Schiedsrichterleistung und der herausragende Torhüter Schroif waren weitere Gründe für das Ausscheiden der Magyaren